# Nohan Kenneh
Nohan Kenneh, né le 10 janvier 2003 à Zwedru au Liberia, est un footballeur international libérien. Il joue au poste de milieu défensif avec les Tranmere Rovers.

## Biographie

### En club
Né à Zwedru au Liberia, Nohan Kenneh rejoint le Royaume-Uni en tant que réfugié à l'âge de six ans. Il joue pour les clubs de Bradford City et York City avant d'être formé à Leeds United, qu'il rejoint en 2014 mais où il ne fait toutefois aucune apparition avec l'équipe première.
Lors de l'été 2022, Kenneh rejoint librement le club écossais du Hibernian FC. Le transfert est annoncé dès le 23 mai 2022,. Il joue son premier match en professionnel avec ce club, face au Clyde FC, lors d'une rencontre de coupe de la Ligue écossaise, le 9 juillet 2022. Il est titularisé et son équipe s'impose par cinq buts à zéro.
Le 13 janvier 2023, Nohan Kenneh est prêté jusqu'à la fin de la saison au Ross County FC.
En juillet 2023, il est de nouveau prêté par Hibernian FC au Shrewsbury Town FC pour l'intégralité de la saison.
Le 1er janvier 2025, il retourne de nouveau en prêt au Ross County FC jusqu'à la fin de la saison,.

### En sélection
Nohan Kenneh représente l'Angleterre avec les équipes de jeunes. Il joue notamment dix matchs avec les moins de 16 ans entre 2018 à 2019.
Nohan Kenneh est convoqué pour la première fois avec l'équipe nationale du Liberia en mars 2023. Il honore sa première sélection lors de ce rassemblement, le 24 mars 2023, à l'occasion d'une rencontre comptant pour les éliminatoires de la CAN 2023 face à l'Afrique du Sud. Il est titularisé et les deux équipes se neutralisent (2-2),.